# Северный (Липецкая область)
Северный — посёлок в Воловском районе Липецкой области России. Входит в состав Липовского сельсовета.

## География
Посёлок находится в юго-западной части Липецкой области, в лесостепной зоне, в пределах восточных отрогов Среднерусской возвышенности, на южном берегу водохранилища Верхний Маловец, на расстоянии примерно 6 километров (по прямой) к востоку-юго-востоку (ESE) от села Волово, административного центра района.
Абсолютная высота — 167 метров над уровнем моря.
Климат умеренно континентальный с теплым летом и умеренно морозной зимой.
Часовой пояс
Посёлок Емильевка, как и вся Липецкая область, находится в часовой зоне МСК (московское время). Смещение применяемого времени относительно UTC составляет +3:00.

## Население
| 2010 | 2012 |
| ---- | ---- |
| 39   | ↘36  |

Гендерный состав
По данным Всероссийской переписи населения 2010 года в гендерной структуре населения мужчины составляли 51,3 %, женщины — соответственно 48,7 %.
Национальный состав
Согласно результатам переписи 2002 года, в национальной структуре населения русские составляли 100 % из 49 человек.

## Улицы
Уличная сеть посёлка состоит из одной улицы (ул. Северная).